# Koehaartapijt
Koehaartapijt is een eenvoudig geweven tapijt gemaakt van koehaargarens en werd vanaf 1742 in Hilversum geproduceerd.

## Voorbewerking
Het haar komt in grote balen van de looierijen uit Nederland, Duitsland en Scandinavië. De balen worden in grote bassins met water gewassen om de kalkresten te verwijderen. Met machines wordt het haar in het water gewassen en losgemaakt door ronddraaiende cilinders met pennen. Vervolgens wordt het haar door een snormolen geleid die de haren nog verder losmaakt en de verontreinigingen eruit verwijdert.
Eenmaal uit het waterbad wordt het haar op een lopende band machinaal gekaard, d.w.z. alle haren worden in één richting gelegd en gekamd. Daarna wordt er garen van gesponnen in eerste instantie met de hand en later machinaal, het garen wordt daarne getwijnd meestal tot dubbeldraads garen. Er wordt ook wel schapen- of geitenwol toegevoegd om het product soepeler te maken. De eindbehandeling kan bestaan uit het verven van de strengen garen die vervolgens op spoelen worden gedraaid.

## Het tapijt
De tapijten worden geweven op normale tapijt weefmachines, in de 19e eeuw waren dit de weefgetouwen met de vliegende schietspoel die een snelle productie mogelijk maakten. De patronen waren effen, gestreept of geblokt in bescheiden kleuren, voornamelijk rood en zwart. De kleden werden vaak gebruikt als morskleed op een onderliggend kostbaar tapijt of in eenvoudige vertrekken en bij de gewone burgers.
De handelsbenamingen waren o.a. koehaartapijt, koeharen tapijt, Venetiaans of Grijs tapijt  en ook vaak Hilversums tapijt dat verwijst naar de oorsprong van deze tapijten. Om de productie goedkoop te houden werd vooral in de begintijd veel werk uitbesteed aan particulieren en ook aan werkhuizen, in 1784 wordt in het Amsterdams Stadswerkhuis gewerkt. Van het garen werden ook wel getufte (Chenille) tapijten vervaardigd.
De vervaardiging vond in het begin plaats in de Hilversumse tapijtindustrie en daarna in vele andere fabrieken o.a. Deventer tapijtfabriek, Tapijtfabriek Peters Deventer, Tapijt fabriek Reinhard Scheerenberg e.a. Ook in België  en in Frankrijk worden de goedkope en slijtvaste tapijten vervaardigd. In 1822 wordt melding gemaakt van koeharen tapijten die worden vervaardigd in Parijs bij Conservatoire des Arts et Métiers.
De tapijten worden aanbevolen omdat ze een grote sterkte hebben en zeer weinig vuil worden.
In Tirol wordt midden 19e eeuw door de arme bevolking in de winter als huisnijverheid koehaar tapijt vervaardigd. 

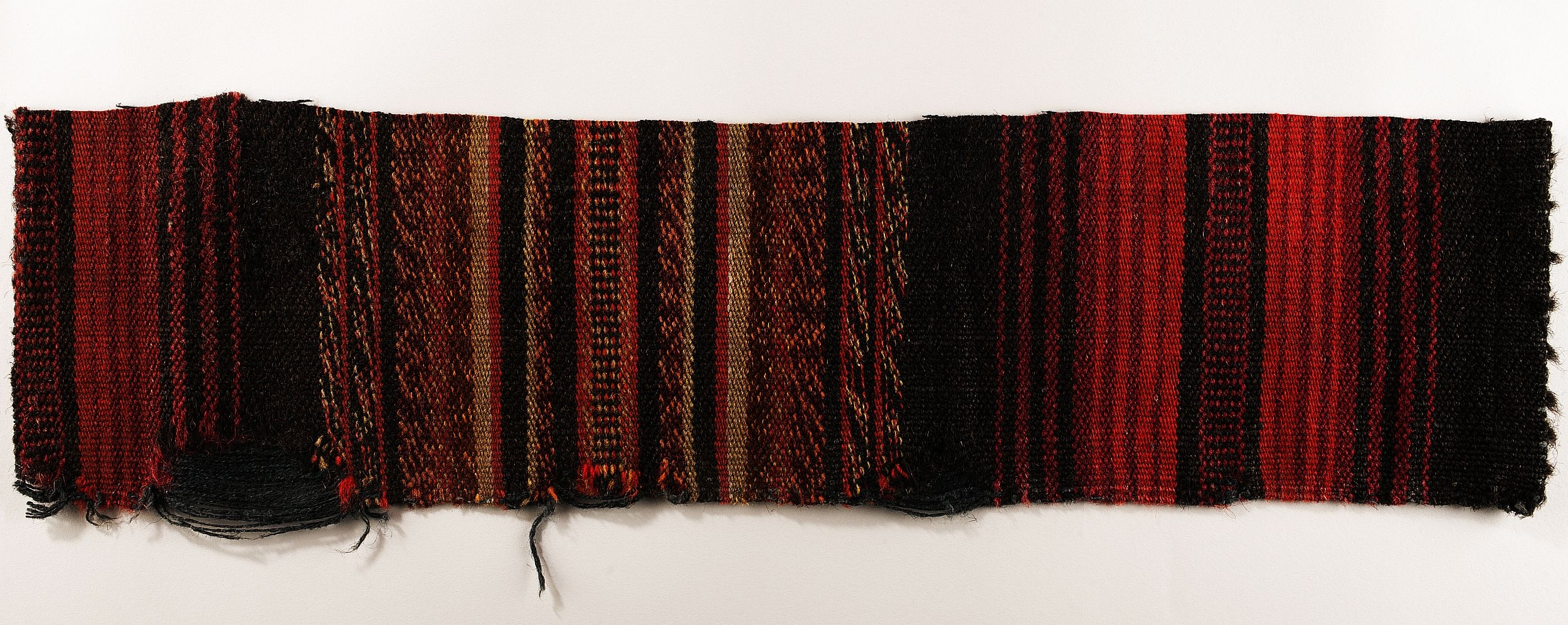
Koeharen tapijt afkomstig uit de provincie Zeeland (Collectie Rijksdienst voor het Cultureel Erfgoed )
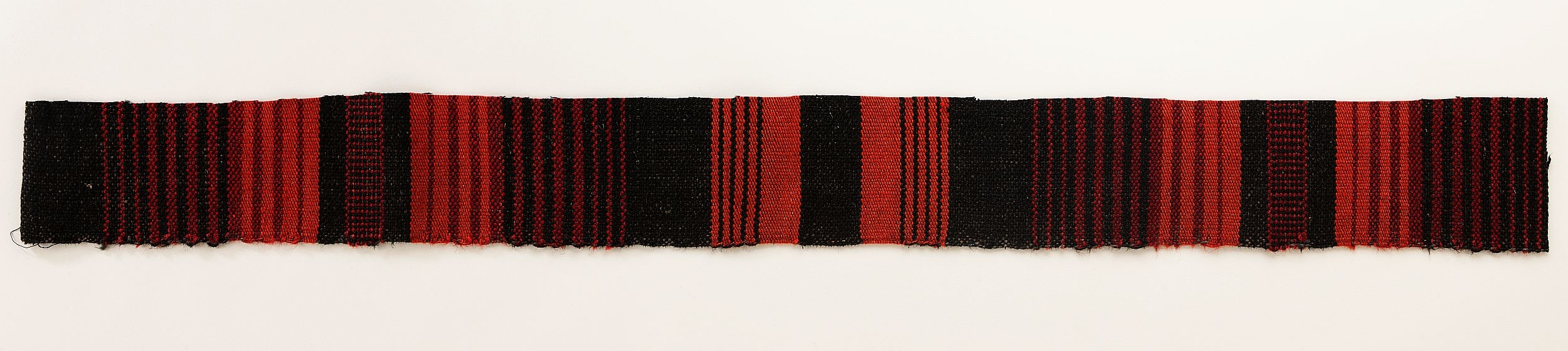
Koeharen tapijt afkomstig uit de provincie Friesland (Collectie Rijksdienst voor het Cultureel Erfgoed )

## Andere producten van koehaar
Naast tapijt wordt er ook touw, schoeisel en materiaal om te breeuwen van gemaakt.

## Wetenswaardigheden
- In het schilderatelier van koningin Wilhelmina lag een grijs met groen koeharen (Venetiaans) tapijt.[5]
- Van Lodewijk XVI van Frankrijk (1754 - 1793) wordt gezegd dat hij zeer vroom was: ‘’hij droeg een paardenharen hemd, sliep op een ruw koeharen tapijt, geselde zich en hoorde drie maal daags de mis’’.[6]
- Op de Great Exhibition of the Works of Industry of All Nations in 1851 in het Crystal Palace in Londen toonde de fa.  G. van Alphen uit Breda Carpets of cow-hair, speckled, red, and black and green, black, and striped. Staircase Carpet.[7]

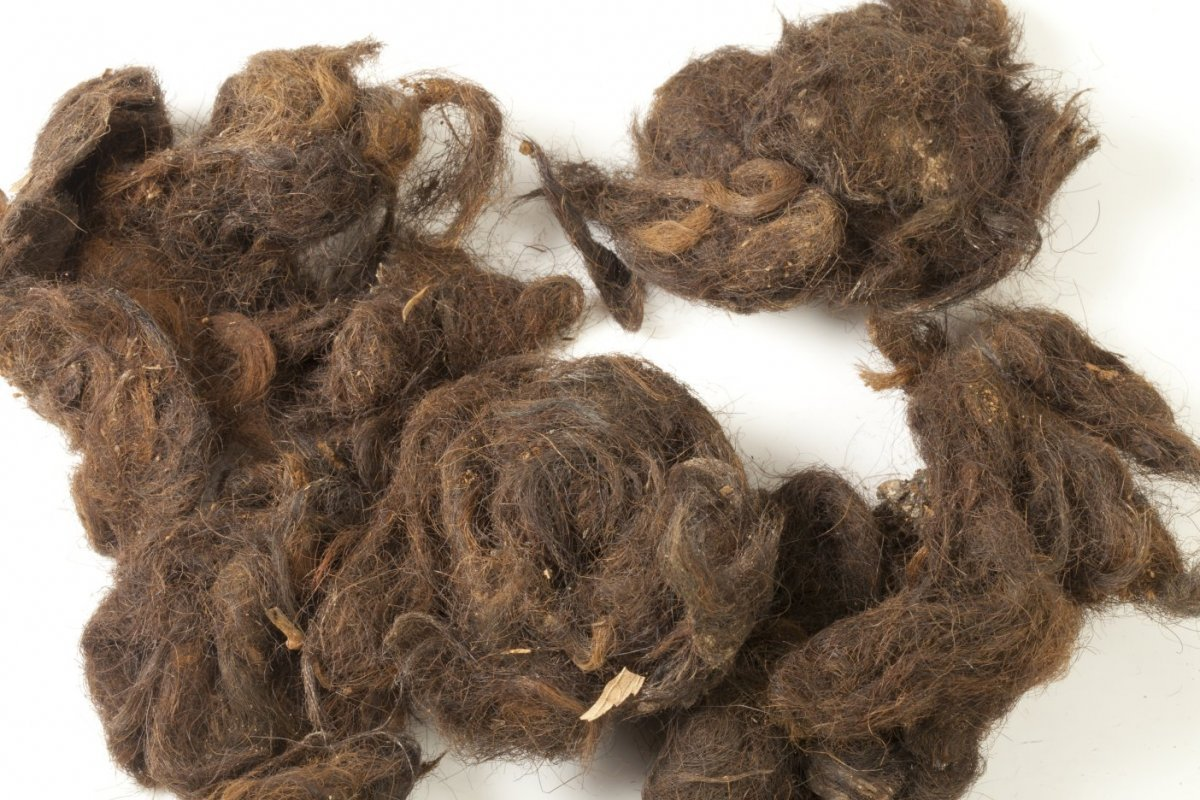
Monster breeuwsel van koehaar - Buitenzorg - 60020452 - RCE